# Gordoncillo
Gordoncillo – gmina w Hiszpanii, w prowincji León, w Kastylii i León, o powierzchni 23,36 km². W 2011 roku gmina liczyła 494 mieszkańców.